# Гросупље
Гросупље (словен. Grosuplje) је град и управно средиште истоимене општине Гросупље, која припада Средњесловенској регија у Републици Словенији.
По попису становништва из 2011. године насеље Гросупље имало је 7.098 становника.